# خالدية خدللو
خالدية خدللو قرية صغيرة تتبع ناحية عين التينة في منطقة الحفة في محافظة اللاذقية. بلغ عدد سكانها 144 نسمة عام 2004.